# Церква Покрова Пресвятої Богородиці (Пріорка)
Це́рква Покро́ва Пресвято́ї Богоро́диці — чинна церква УПЦ у Києві, на Пріорці, за адресою — вулиця Мостицька, 2 (вул. Мостицька, 18).

## Архітектура
Головна частина церкви, майже квадратна в плані, увінчана великим круглим барабаном з цибулястою масивною банею псевдоросійського стилю та чотирма невеликими круглими барабанами з такими ж цибулястими куполами. Згідно з канонами стилю в орнаменті будівлі використано наличники, кокошники та напівкруглі пілястри з «візантійськими» закінченнями. У церкві три престоли: головний — на честь Покрова Пресвятої Богородиці, у північному бічному вівтарі — в ім'я Святого Миколи Чудотворця, у південному — в ім'я Святих Великомучеників Юрія (Георгія) Побідоносця і Дмитра Солунського. У західній частині — дзвіниця, увінчана банею.

## Історія
Відомо, що церква на цьому місці стояли з давніх-давен. Ще у XVIII столітті, коли Пріорка ще не була передмістям Києва, а лише приміською слободою, тут стояла дерев'яна Дмитрівська церква (церква святих Георгія і Дмитра). Церква у 1751 р. вже існувала, про що свідчить архівний документ з фонду 127, Київська духовна консисторія, ЦДІАК УКраїни — протопоп церков Подолу Роман Лубенський подав рапорт з проханням на ремонт даху церкви (ЦДІАК УКраїни, Ф.127, оп.146, спр.39 (1751 р.) На підставі винайдених даних можна стверджувати, що церква була побудована на початку 1730-х років. 1791 року її розібрали, а 1795-го «тщанием заседателя бывшего совестного суда Стефана Рыбальского, купцов Тимофея Зарембы и Андрея Хижняка» побудували дерев'яний храм на кам'яному фундаменті.
На початок XX століття Пріорка вже була окраїною Києва, значно збільшилось її населення. Виникла потреба в новому храмі. Парафіяни знову розібрали церкву і 26 вересня (9 жовтня) 1902 року заклали нову будівлю. Освячення збудованої церкви відбулося 3 (16) вересня 1906 року.
Загальна сума витрат на будівництво церкви склала 57 тисяч карбованців сріблом, більшу частину з яких становлять пожертвування духовних осіб, київського купецтва і пріорських парафіян.
За часів радянської влади парафію церкви зареєстрували в грудні 1920 року. Тогочасна адреса — Межигірський провулок, 16, або 24. У 1920-х роках у парафії Покровської церкви служив причт Української автокефальної православної церкви (УАПЦ). Потім деякий час у церкві співіснували парафії УАПЦ та традиційної старослов'янської громади. Наприкінці 1920-х років церкву повністю повернувся до старослов'янської парафії. У 1930-х роках у церкві служив о. Леонтій.
1922 року при церкві утворилося сестринство. До нього входили Надія Дорошенко (вівтарниця), Наталя Кіхно, Пелагея Нетецька, ще кілька жінок. Окрім церковних справ, сестри займалися благодійністю: готували обіди й розвозили їх по київських в'язницях.
Будівля церкви збереглась практично без перебудов та переробок. За все XX століття церква жодного разу не була зруйнована. У лютому 1938 року церкву закрили та влаштували у будівлі овочеву базу. Церква знову відкрилася у вересні 1941 року — і відтоді не закривалася. Однак церковне начиння та предмети для богослужіння було втрачено — за винятком дверей від іконостаса з іконою Архангела Михаїла. Вона стоїть у правому бічному вівтарі церкви й досі. Новий іконостас, що зберігся донині, було споруджено 1944 року стараннями тодішнього настоятеля церкви Тимофія Коваля. Іконостас розписав відомий український художник Іван Їжакевич.
Сповідні розписи, метричні книги і клірові відомості церкви (з 1737 по 1920 рік) зберігаються в Центральному державному історичному архіві України, м. Київ (ЦДІАК України).

## Сучасність
Покровська церква — єдина на Виноградарі, тому в ній завжди велелюдно. Окрім місцевих мешканців, їдуть й люди, які отримали після знесення одноповерхової Пріорки квартири в інших районах міста. До 100-річчя з дня освячення церкви наново перекрито головну баню церкви.